# Paratissa semilutea
Paratissa semilutea är en tvåvingeart som först beskrevs av Friedrich Hermann Loew 1869.  Paratissa semilutea ingår i släktet Paratissa och familjen vattenflugor. Inga underarter finns listade i Catalogue of Life.